# Rok Kronaveter
Rok Kronaveter (* 7. Dezember 1986 in Maribor, SFR Jugoslawien) ist ein slowenischer Fußballspieler.

## Karriere
Kronaveter ist ein Spieler im offensiven Mittelfeld. Er begann seine Karriere als Jugendspieler bei NK Železničar Maribor und wechselte 2005 zu Drava Ptuj in die 1. slowenische Liga. 2010 wurde er vom Ligakonkurrenten Rudar Velenje verpflichtet. Sein dortiger Trainer Bojan Prašnikar (ehemals Trainer von Energie Cottbus) empfahl Kronaveter im Sommer 2010 für einen Wechsel nach Cottbus. Dort unterzeichnete Kronaveter schließlich einen Dreijahresvertrag bis Juni 2013. Seinen ersten Treffer für Energie Cottbus erzielte er am 7. Spieltag der Zweitligasaison 2010/11 bei der 2:3-Niederlage beim FSV Frankfurt. Am 26. Juni 2012 gab Energie Cottbus die Auflösung des Vertrags mit Kronaveter bekannt. Am 21. Juni 2012 absolvierte er ein Probetraining in Ungarn mit Győri ETO FC und unterschrieb nach der Auflösung mit Cottbus, am 26. Juni einen Vertrag mit dem Verein aus der Nemzeti Bajnokság. Mit seinem neuen Klub gewann er mit der Meisterschaft 2013 seinen ersten Titel.
Im September 2014 wurde Kronaveters Vertrag in Győr aufgelöst. Er war ein halbes Jahr ohne Verein, ehe ihn der rumänische Erstligist Petrolul Ploiești unter Vertrag nahm. Im Sommer 2015 kehrte er zu NK Olimpija Ljubljana in sein Heimatland zurück. Dort wurde er in der Saison 2015/16 mit 17 Treffern Torschützenkönig. Bis 2019 blieb er bei dem Verein, wurde zweimal Meister und Pokalsieger und wechselte dann zu NK Maribor. Mit Maribor wurde er 2021/22 Meister, insgesamt kam er in 141 Pflichtspieler der Marburger zum Zug.
Zur Saison 2023/24 wechselte Kronaveter zum österreichischen Regionalligisten SV Allerheiligen.

## Erfolge
- Ungarischer Meister: 2013
- Torschützenkönig Slowenien: 2016
- Slowenischer Meister: 2016, 2018
- Slowenischer Pokalsieger: 2018, 2019